# باغاي الجنوبية

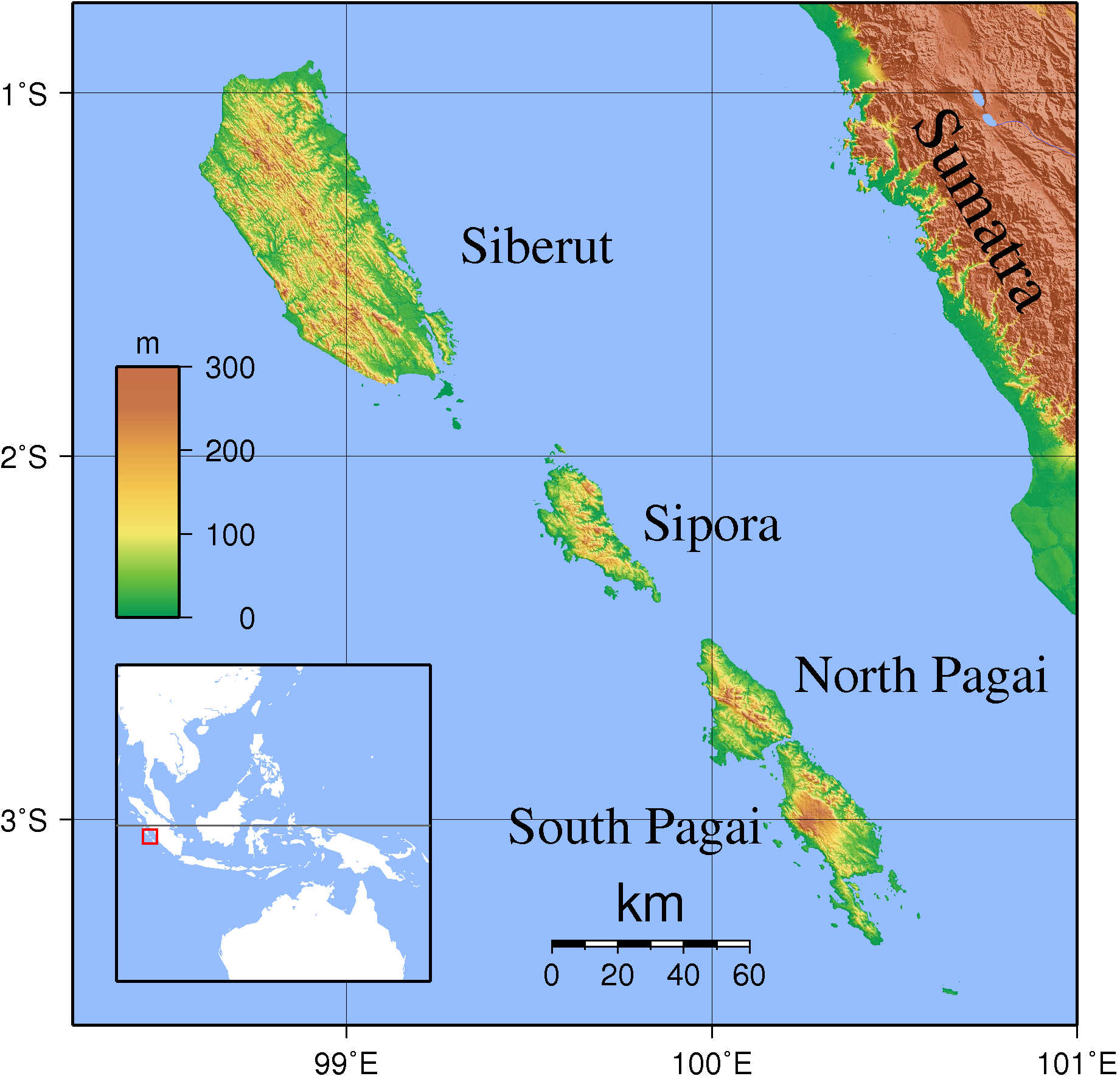
موقع جزيرة باغاي الجنوبية ضمن جزر مينتاواي

جزيرة باغاي الجنوبية هي إحدى جزر مينتاواي قبالة الساحل الغربي لجزيرة سومطرة في إندونيسيا . تقع جنوب جزيرة باغاي الشمالية .
وقع زلازل سومطرة 2007 بالقرب منها، ونتج عن ذلك ارتفاعاً ساحلياً وتكوين 6 جزر قريبة منها وتوسيعها كذلك.

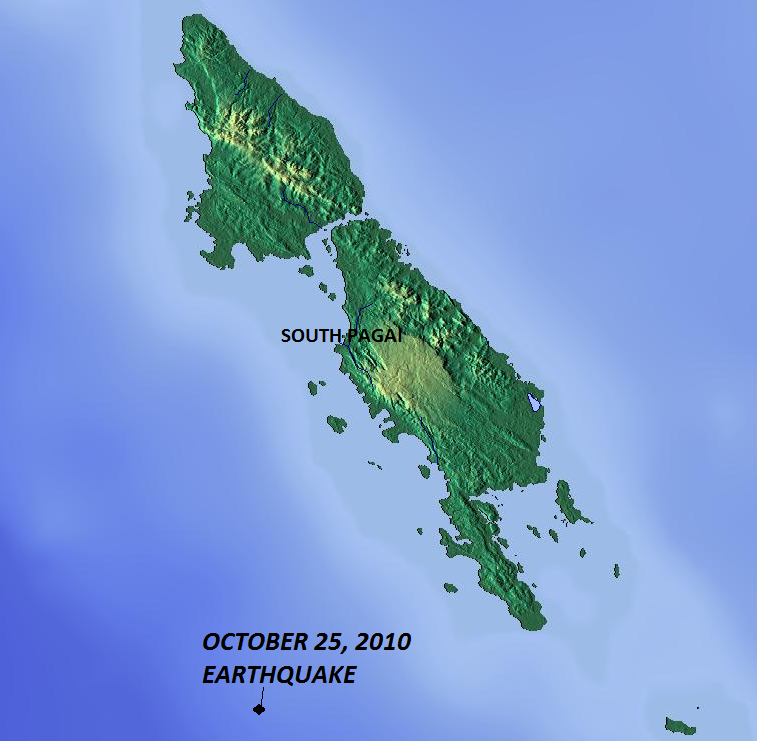
زلزال سومطرة 2010 ,25 أكتوبر

زلزال سومطرة أكتوبر 2010 أيضا ضرب ساحلها الجنوبي الغربي، مما تسبب في حدوث موجات مد.